# Lucas County (Ohio)
Lucas County ist ein County im Bundesstaat Ohio der Vereinigten Staaten. Der Verwaltungssitz (County Seat) ist Toledo.

## Geographie
Das County liegt im Nordwesten von Ohio, grenzt im Norden an Michigan, im Nordosten an den Eriesee, dem südlichsten der 5 Großen Seen und hat eine Fläche von 1543 Quadratkilometern, wovon 662 Quadratkilometer Wasserfläche sind. Es grenzt im Uhrzeigersinn an folgende Countys: Monroe County (Michigan), Ottawa County, Wood County, Henry County, Fulton County und Lenawee County (Michigan).

## Geschichte
1835 fand hier der Toledo-Krieg statt, ein Konflikt mit einem Verletzten zwischen Ohio und dem Michigan-Territorium um die Stadt Toledo und sein Umland. Die Stadt wurde dann Ohio zugesprochen.
Lucas County wurde in der Folge am 20. Juni 1835 aus Teilen des Henry-, Sandusky- und des Wood County gebildet. Benannt wurde es nach Robert Lucas, dem zwölften Gouverneur von Ohio und Generalmajor im Britisch-Amerikanischen Krieg von 1812–1814.
Im County liegen zwei National Historic Landmarks, das Fallen Timbers Battlefield, das an die Schlacht von Fallen Timbers erinnert, und das Edward D. Libbey House. 89 Bauwerke und Stätten des Countys sind im National Register of Historic Places eingetragen (Stand 10. Mai 2018).

## Demografische Daten

Alterspyramide des Lucas County

Nach der Volkszählung im Jahr 2000 lebten im Lucas County 455.054 Menschen in 182.847 Haushalten und 116.290 Familien. Die Bevölkerungsdichte betrug 516 Einwohner pro Quadratkilometer. Ethnisch betrachtet setzte sich die Bevölkerung zusammen aus 77,50 Prozent Weißen, 16,98 Prozent Afroamerikanern, 0,26 Prozent amerikanischen Ureinwohnern, 1,21 Prozent Asiaten, 0,02 Prozent Bewohnern aus dem pazifischen Inselraum und 1,86 Prozent aus anderen ethnischen Gruppen; 2,16 Prozent stammten von zwei oder mehr Ethnien ab. 4,54 Prozent der Bevölkerung waren spanischer oder lateinamerikanischer Abstammung.
Von den 182.847 Haushalten hatten 31,1 Prozent Kinder und Jugendliche unter 18 Jahre, die bei ihnen lebten. 44,7 Prozent waren verheiratete, zusammenlebende Paare, 14,7 Prozent waren allein erziehende Mütter, 36,4 Prozent waren keine Familien, 30,1 Prozent waren Singlehaushalte und in 10,5 Prozent lebten Menschen im Alter von 65 Jahren oder darüber. Die Durchschnittshaushaltsgröße betrug 2,44 und die durchschnittliche Familiengröße lag bei 3,06 Personen.
Auf das gesamte County bezogen setzte sich die Bevölkerung zusammen aus 26,3 Prozent Einwohnern unter 18 Jahren, 9,8 Prozent zwischen 18 und 24 Jahren, 29,1 Prozent zwischen 25 und 44 Jahren, 21,7 Prozent zwischen 45 und 64 Jahren und 13,1 Prozent waren 65 Jahre alt oder darüber. Das Durchschnittsalter betrug 35 Jahre. Auf 100 weibliche Personen kamen 92,6 männliche Personen. Auf 100 Frauen im Alter von 18 Jahren oder darüber kamen statistisch 88,6 Männer.
Das jährliche Durchschnittseinkommen eines Haushalts betrug 38.004 USD, das Durchschnittseinkommen der Familien betrug 48.190 USD. Männer hatten ein Durchschnittseinkommen von 39.415 USD, Frauen 26.447 USD. Das Prokopfeinkommen betrug 20.518 USD. 10,7 Prozent der Familien und 13,9 Prozent der Bevölkerung lebten unterhalb der Armutsgrenze. Davon waren 19,7 Prozent Kinder oder Jugendliche unter 18 Jahre und 8,7 Prozent waren Menschen über 65 Jahre.